# Evisceration Plague
Evisceration Plague is het elfde studioalbum van de Amerikaanse deathmetalband Cannibal Corpse, uitgebracht op 3 februari 2009. Het album werd geproduceerd door gitarist Erik Rutan. De cover werd op 14 december vrijgegeven. Het album werd uitgebracht met een bonustrack en dvd als een luxe-editie.
Het is het vijfde Cannibal Corpse album dat naar een track van het album is vernoemd. Er is ook een stripboek waarin elk nummer zijn eigen stripverhaal heeft.

## Tracklist
1. "Priests of Sodom" - 3:31
2. "Scalding Hail" - 1:46
3. "To Decompose" - 3:03
4. "A Cauldron of Hate" - 4:59
5. "Beheading and Burning" - 2:15
6. "Evidence in the Furnace" - 2:48
7. "Carnivorous Swarm" - 3:36
8. "Evisceration Plague" - 4:30
9. "Shatter Their Bones" - 3:35
10. "Carrion Sculpted Entity" - 2:33
11. "Unnatural" - 2:22
12. "Skewered from Ear to Eye" - 3:49
13. "Skull Fragment Armor" (bonus track) - 2:10

## Leden
- George "Corpsegrinder" Fisher - zang
- Pat O'Brien - gitaar
- Rob Barrett - gitaar
- Alex Webster - basgitaar
- Paul Mazurkiewicz - drums
- Erik Rutan